# عامل التأخر
عامل التأخر، أو عامل التباطؤ، ويرمز إليه، غالبا، ب L (بالإنجليزية: lag operator)‏ أو B (بالإنجليزية: backshift operator)‏، هو ترميز رياضي، يستعمل في تحليل المتسلسلات الزمنية، لربط كل جزء من المتسلسلة، بنظيره في اللحظة (أو المعاينة) السابقة.
تعريف عامل التأخر — {\displaystyle \,LX_{t}=X_{t-1}} لكل {\displaystyle \;t>1\,}

## اصطلاحات
في حالة تأخر بمستويات متعددة، يرفع المعامل إلى أس بمقدار عمق التأخر، وهو رفع من منظور تركيب الدوال.
{\displaystyle \,L^{k}X_{t}=X_{t-k}.\,}
يستعمل الترميز أيضا، في الاتجاه المعاكس، للإشارة إلى التقدم في السلم الزمني:
{\displaystyle \,L^{-1}X_{t}=X_{t+1}\,}.

## خاصيات
خاصية — عاملا التأخر والجداء تبادليان: {\displaystyle L(\beta X_{t})=\beta \cdot (LX_{t})}
خاصية — عامل التأخر توزيعي بالنسبة إلى عامل الجمع: {\displaystyle L(X_{t}+Y_{t})=L(X_{t})+L(Y_{t})}

## متعددة حدود التأخر
عند توليف التعاريف والخاصيات السابقة، يمكن تشكيل متعددة حدود التأخر، تسمى متعددة الحدود المميزة. لمتعددة الحدود هاته أهمية كبرى في تبسيط كتابة نماذج تحليل المتسلسلات الزمنية، على غرار نموذج الانحدار الذاتي والمتوسط المتحرك (آرما).
مثلا، نموذج {\displaystyle AR(1)} يصبح:
{\displaystyle X_{t}=c+\varphi X_{t-1}+\varepsilon _{t}\Rightarrow (1-\varphi L)X_{t}=c+\varepsilon _{t}}
و نموذج {\displaystyle AR(p)} يصبح:
{\displaystyle X_{t}=\sum _{i=1}^{p}\varphi _{i}X_{t-i}+\varepsilon _{t}\Rightarrow \left(1-\varphi _{1}L^{1}-\varphi _{2}L^{2}-\ldots -\varphi _{p}L^{p}\right)X_{t}=\left(1-\sum _{i=1}^{p}\varphi _{i}L^{i}\right)X_{t}=\varepsilon _{t}\,}
مما يمكن من الحصول على كتابة أكثر سلاسة لنموذج {\displaystyle ARMA(p,q)}:
{\displaystyle \Phi X_{t}=\Theta \varepsilon _{t}\,}
بحيث Φ وΘ هما، على التوالي، متعددتي حدود التأخر الموافقتين لجزء الانحدار الذاتي AR وجزء المتوسطات المتحركة MA:
{\displaystyle \Phi =1-\sum _{i=1}^{p}\varphi _{i}L^{i}\,}
و
{\displaystyle \Theta =1+\sum _{i=1}^{q}\theta _{i}L^{i}.\,}

## المعادلة المميزة
المعادلة المميزة تستنتج انطلاقا من متعددة الحدود المميزة، باستبدال عامل التأخر بالمتغير x. في حالة نموذج {\displaystyle AR(p)}:
{\displaystyle \left(1-\varphi _{1}L^{1}-\varphi _{2}L^{2}-\ldots -\varphi _{p}L^{p}\right)}
تصبح
{\displaystyle \left(1-\varphi _{1}x^{1}-\varphi _{2}x^{2}-\ldots -\varphi _{p}x^{p}\right)}
تكمن أهمية المعادلة المميزة في تحديد استقرار المتسلسلة الزمنية المدروسة.

## عامل الفرق
عامل الفرق الأولي، الذي يرمز له ب {\displaystyle \Delta }، هو حالة خاصة لمتعددة حدود التأخر:
{\displaystyle {\begin{array}{lcr}\Delta X_{t}&=X_{t}-X_{t-1}\\\Delta X_{t}&=(1-L)X_{t}\end{array}}}
على نفس الشاكلة يعرف عامل الفرق الثانوي:
{\displaystyle {\begin{aligned}\Delta (\Delta X_{t})&=\Delta X_{t}-\Delta X_{t-1}\\\Delta (\Delta X_{t})&=X_{t}-2X_{t-1}+X_{t-2}\\\Delta ^{2}X_{t}&=(1-L)\Delta X_{t}\\\Delta ^{2}X_{t}&=(1-L)(1-L)X_{t}\\\Delta ^{2}X_{t}&=(1-L)^{2}X_{t}\end{aligned}}}
و يعمم الترميز إلى عامل الفرق من الدرجة i:
{\displaystyle \Delta ^{i}X_{t}=(1-L)^{i}X_{t}\ }